# Taras Kermauner

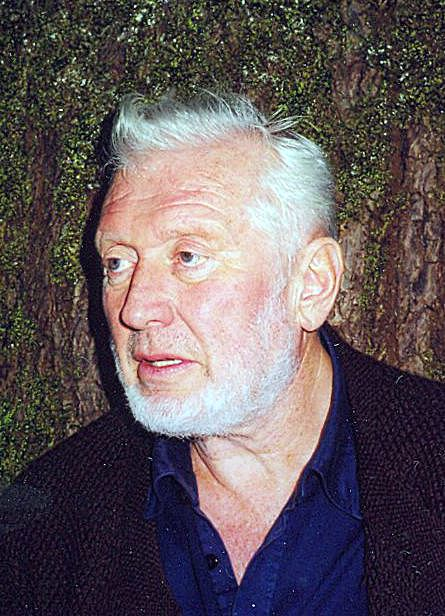
Taras Kermauner (1999)

Taras Kermauner (* 13. April 1930 in Ljubljana; † 11. Juni 2008 ebenda) war ein jugoslawischer bzw. slowenischer Literaturhistoriker, Philosoph, Essayist, Kritiker und Dramaturg. Er galt als der profundeste Erforscher und Experte des slowenischen Dramas. Kermauner war Mitglied der Slowenischen Akademie der Wissenschaften und Künste.
Er studierte an der Universität Ljubljana, wo er 1954 einen Abschluss in Philosophie erwarb. Er war als freier Schriftsteller und Verwaltungsmitarbeiter tätig. 1981 promovierte er an der Universität Sarajevo über die Dramen Ivan Cankars.